# Baai van Piran

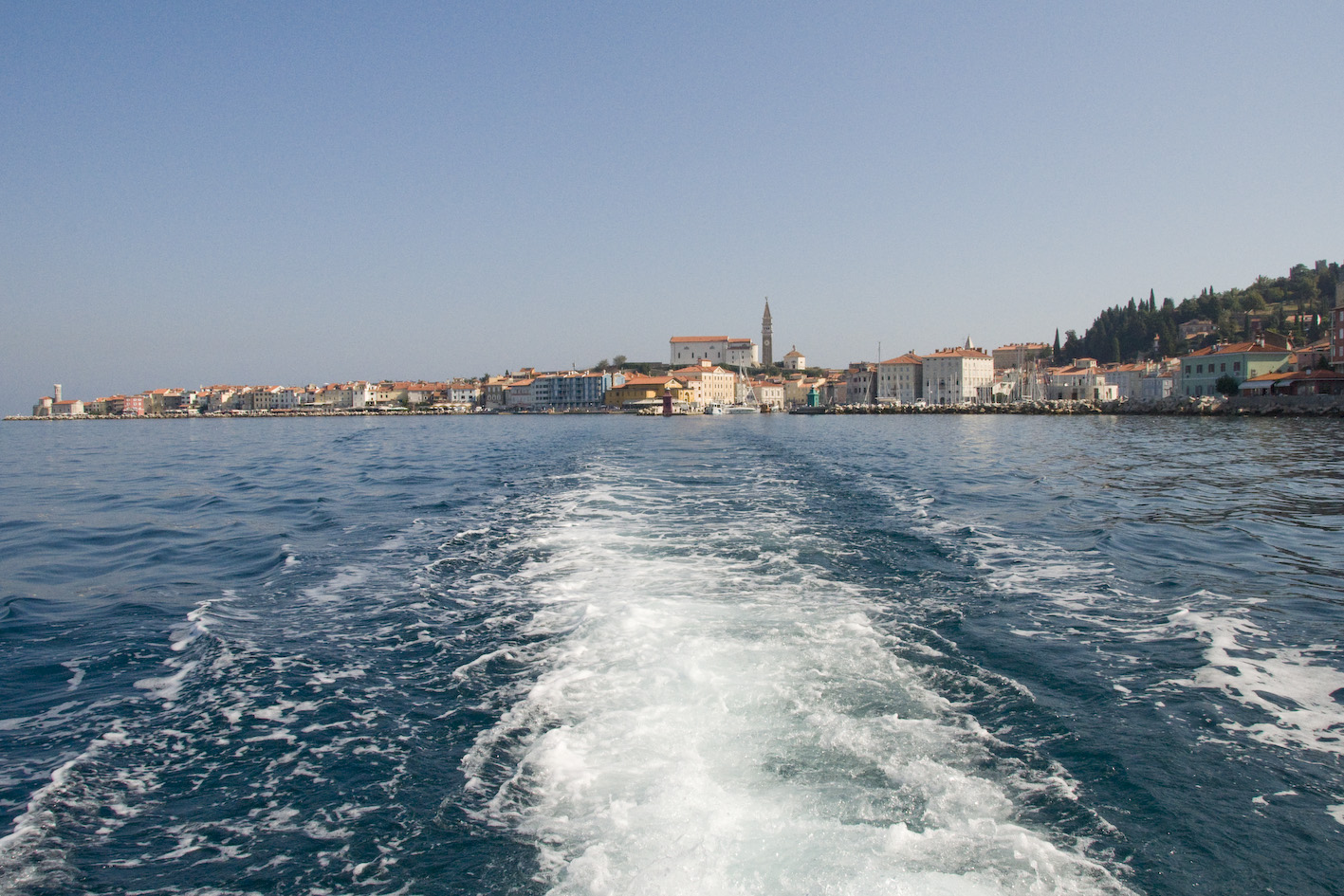
Baai van Piran in Slovenië.

De Baai van Piran (Sloveens: Piranski zaliv, Kroatisch Piranski zaljev, tegenwoordig ook wel Savudrijska vala, Italiaans Baia di Pirano) is een baai in het noorden van de Adriatische Zee die deel uitmaakt van de Golf van Triëst. De baai beslaat een zeeoppervlakte van ongeveer 20 km².
Sinds 1991 is de grens tussen Slovenië en Kroatië door de Baai van Piran betwist. Beide landen kunnen het niet eens worden over de grens, omdat deze binnen de voormalige Federatieve Volksrepubliek Joegoslavië, waartoe beide landen behoorden, nooit was vastgelegd. Na de onafhankelijkheid van beide landen werd de Baai van Piran een conflictgebied tussen vissers en waterpolitie van beide landen. Op 4 november 2009 ondertekenden de regeringsleiders van Slovenië en Kroatië een verdrag waarin werd voorzien in beslechting van het geschil middels arbitrage (zie Sloveens-Kroatisch grensgeschil). 
Plaatsen in Istrië: Banjole · Bertoki · Buje · Buzet · Fažana · Hum · Izola · Jagodje · Koper · Koromačno · Labin · Lucija · Medulin · Motovun · Muggia · Novigrad · Pazin · Peroj · Piran · Portorož · Poreč · Premantura ·  Pula · Rabac Luka · Ravni · Roč · Rovinj · Savudrija · Škocjan · Stalije · Štinjan · Trget · Umag · Višnjan · Vodnjan · Vrsar
Taal in Istrië: Čakavisch · Istriotisch · Istro-Roemeens · Italiaans · Sloveens · Kroatisch · Venetiaans
Andere artikelen over Istrië: Golf van Triëst · Istrische Democratische Assemblee · Italianisering · Baai van Koper · Baai van Muggia · Baai van Piran · Kvarner · Lim · Mario Andretti · Nino Benvenuti · Sergio Endrigo · Učka